# Гостюхінського кар'єра
Гостюхінського кар'єра (рос. Гостюхинского карьера) — селище у Ковровському районі Владимирської області Російської Федерації.
Входить до складу муніципального утворення Клязьминське сільське поселення. Населення становить 41 особу (2010).

## Історія
Населений пункт розташований на землях фіно-угорського народу мещери.
Від 10 квітня 1929 року належить до Ковровського району, утвореного спочатку у складі Івановської промислової області, а відтак від 14 серпня 1944 року у складі новоутвореної Владимирської області.
Згідно із законом від 11 травня 2005 року входить до складу муніципального утворення Клязьминське сільське поселення.

## Населення
| 2002 | 2010 |
| ---- | ---- |
| 37   | ↗41  |